# Missões diplomáticas do Egito

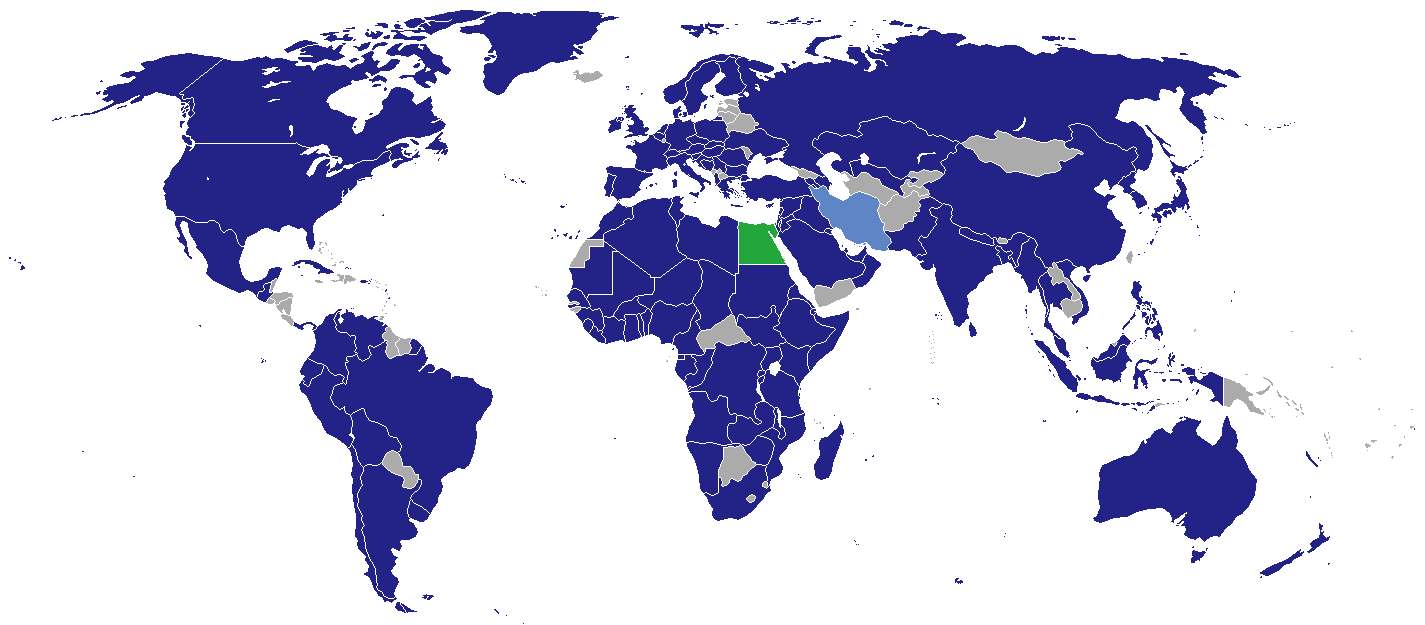
Missões diplomáticas do Egito.
Egito
Países com uma embaixada egípcia
Países com uma seção de interesse egípcio.

Abaixo estão listados as embaixadas e consulados do Egito:

## Europa
- Albânia
  - Tirana (Embaixada)
- Alemanha
  - Berlim (Embaixada)
  - Francoforte (Consulado-Geral)
  - Hamburgo (Consulado-Geral)
- Armênia
  - Erevã (Embaixada)
- Áustria
  - Viena (Embaixada)
- Azerbaijão
  - Bacu (Embaixada)
- Bélgica
  - Bruxelas (Embaixada)
- Bósnia e Herzegovina
  - Sarajevo (Embaixada)
- Bulgária
  - Sófia (Embaixada)
- Chipre
  - Nicósia (Embaixada)
- Croácia
  - Zagrebe (Embaixada)
- Dinamarca
  - Copenhague (Embaixada)
- Eslovênia
  - Liubliana (Embaixada)
- Espanha
  - Madri (Embaixada)
- Finlândia
  - Helsinque (Embaixada)
- França
  - Paris (Embaixada)
  - Marselha (Consulado-Geral)
- Grécia
  - Atenas (Embaixada)
- Hungria
  - Budapeste (Embaixada)
- Irlanda
  - Dublim (Embaixada)
- Itália
  - Roma (Embaixada)
  - Milão (Consulado-Geral)
- Malta
  - Valetta (Embaixada)
- Noruega
  - Oslo (Embaixada)
- Países Baixos
  - Haia (Embaixada)
- Polónia
  - Varsóvia (Embaixada)
- Portugal
  - Lisboa (Embaixada)
- Reino Unido
  - Londres (Embaixada)
- Chéquia
  - Praga (Embaixada)
- Roménia
  - Bucareste (Embaixada)
- Rússia
  - Moscou (Embaixada)
- Sérvia
  - Belgrado (Embaixada)
- Suécia
  - Estocolmo (Embaixada)
- Suíça 
  - Berna (Embaixada)
  - Genebra (Consulado-General)
- Ucrânia
  - Quieve (Embaixada)
- Santa Sé

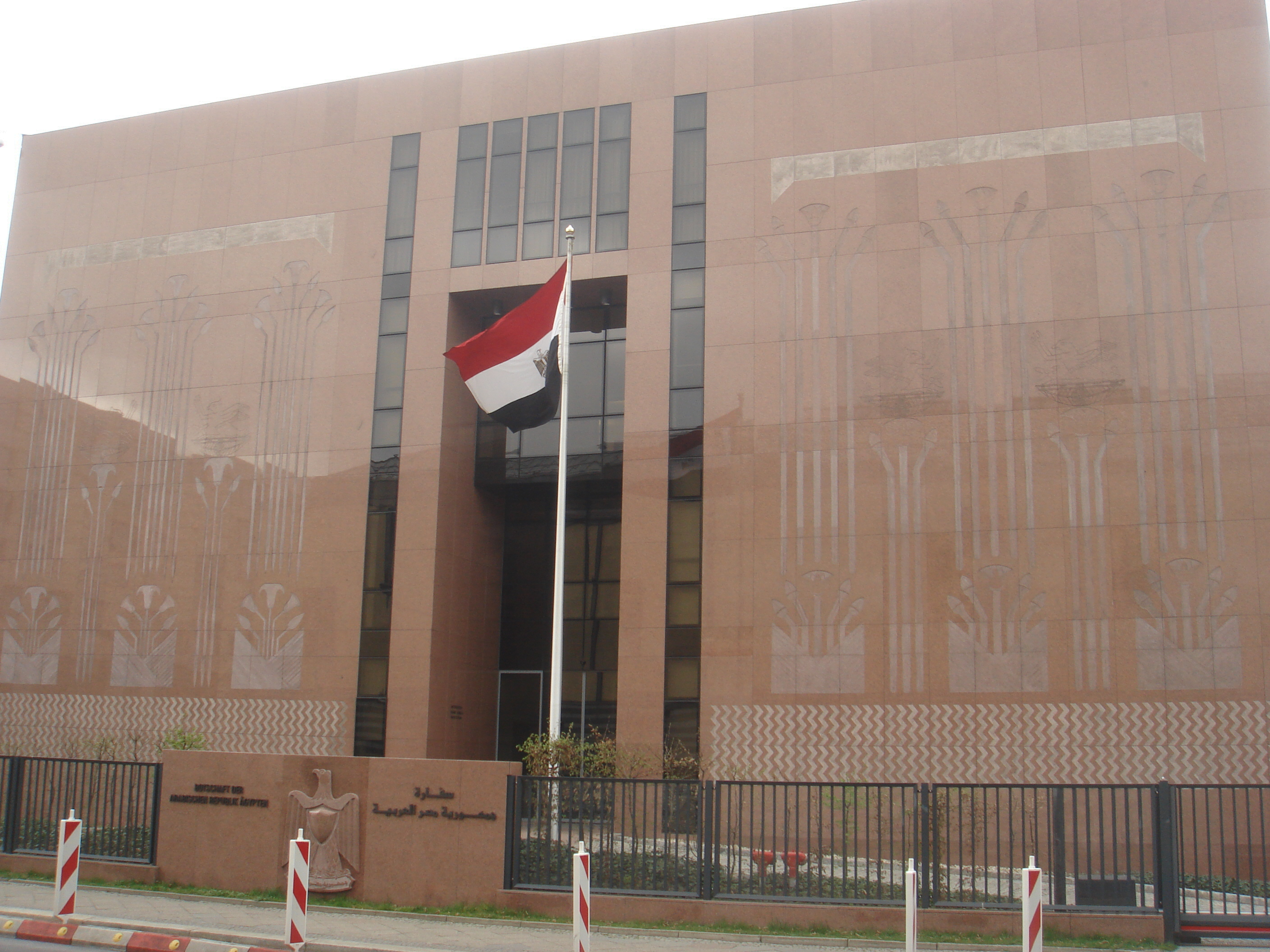
Embaixada do Egito em Berlim, Alemanha

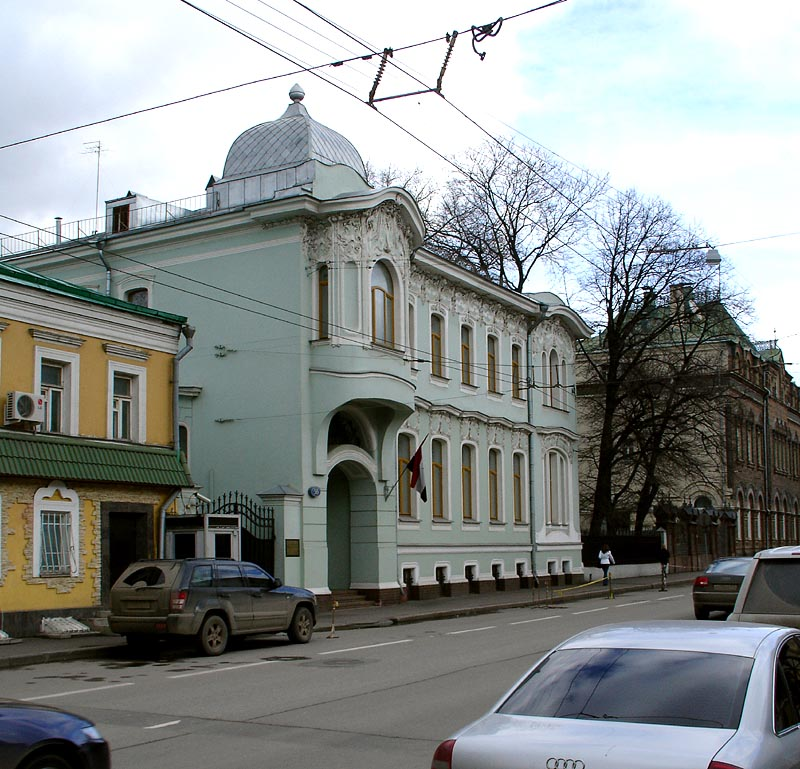
Embaixada do Egito em Moscou, Rússia

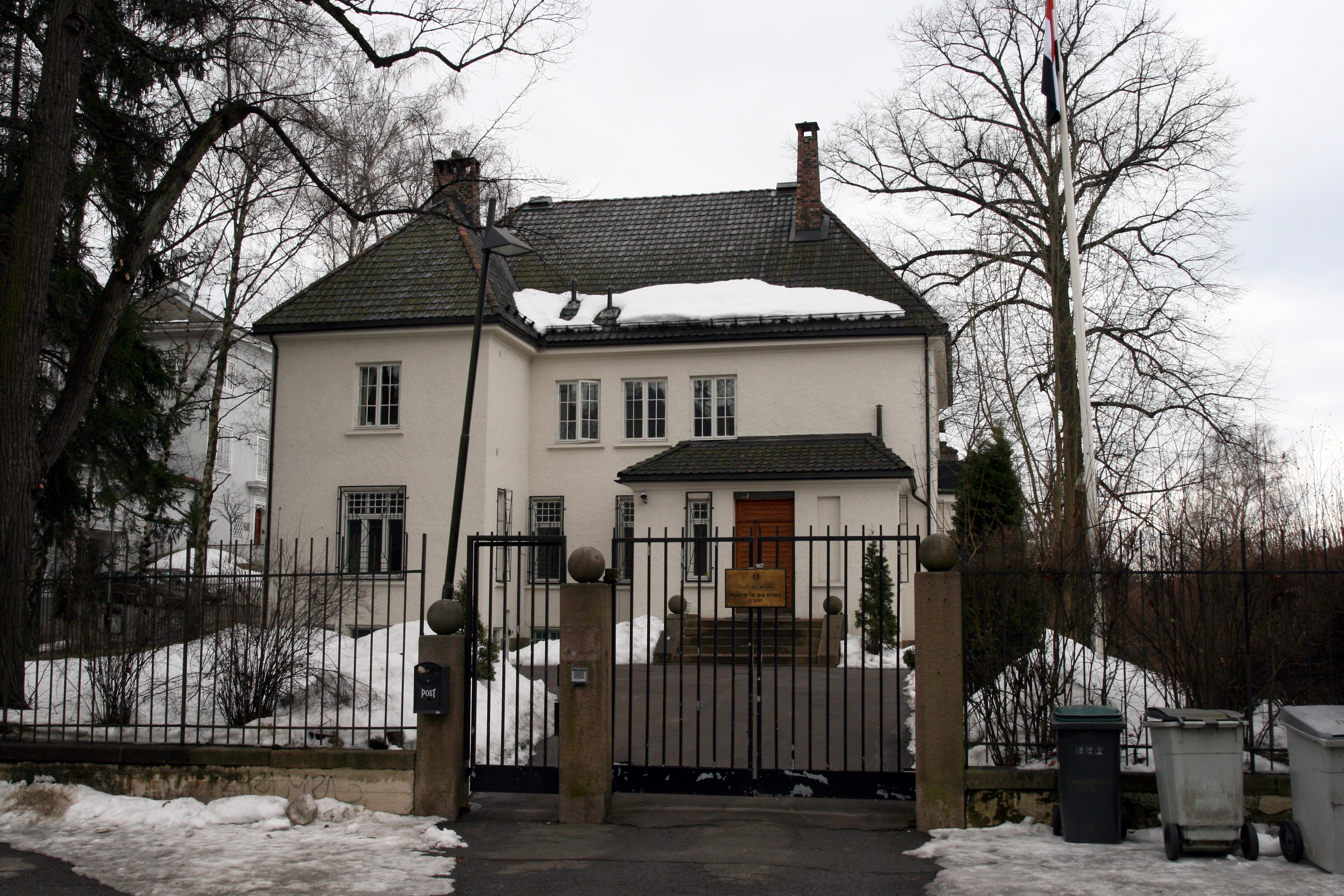
Embaixada do Egito em Oslo, Noruega

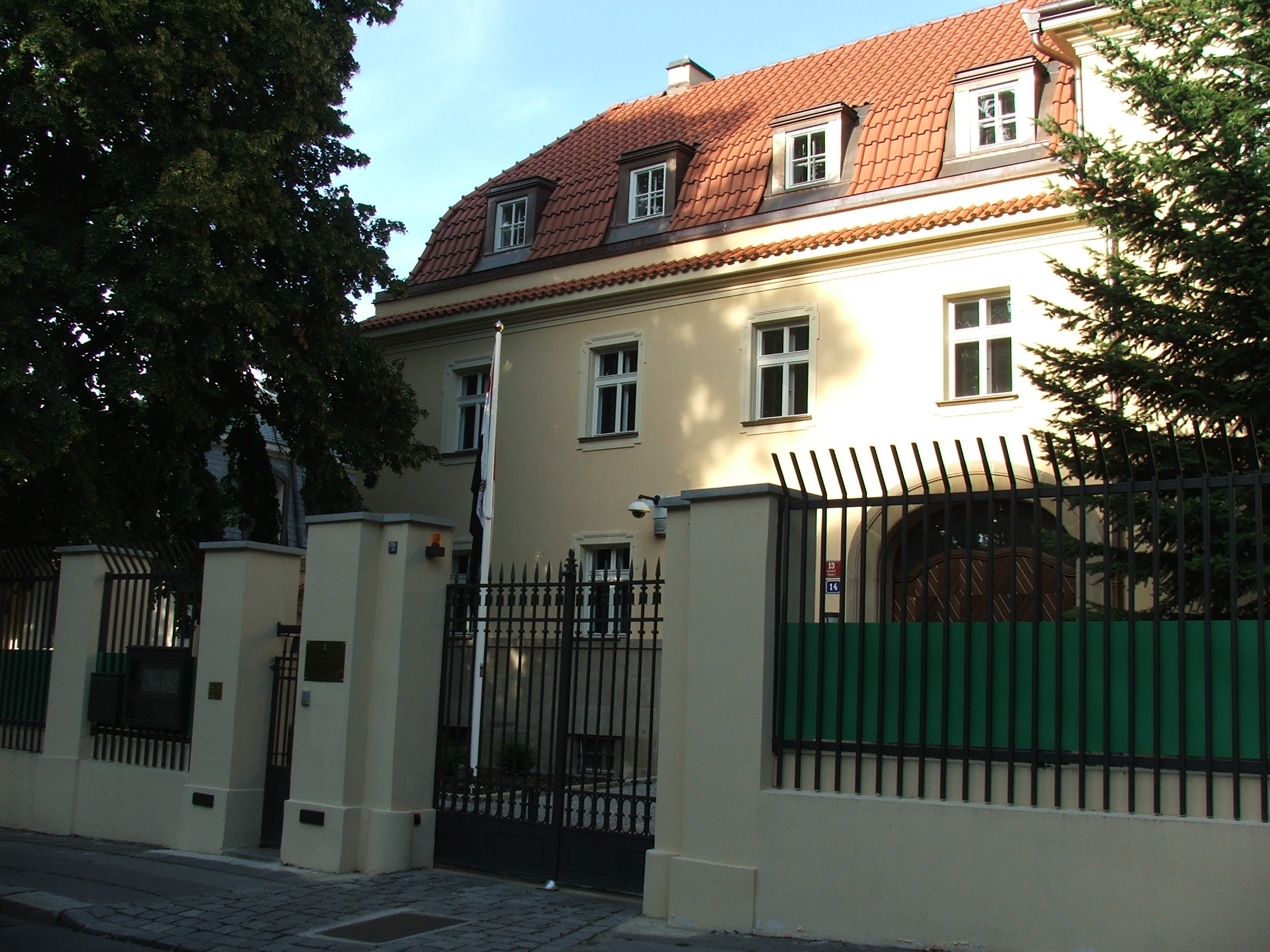
Embaixada do Egito em Praga, Chéquia

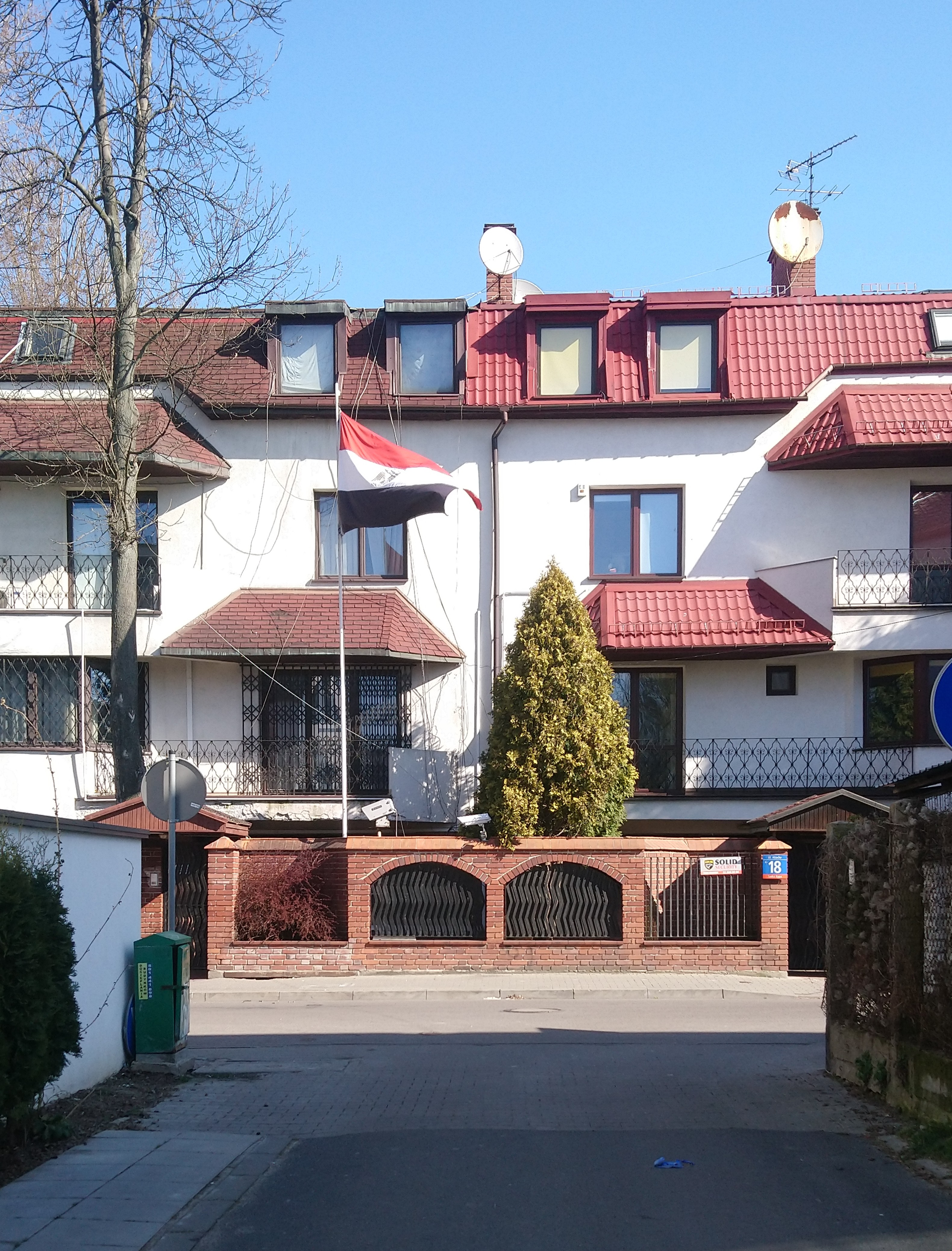
Embaixada do Egito em Varsóvia, Polônia

  - Cidade do Vaticano (situada em Roma) (Embaixada)

## América
- Argentina
  - Buenos Aires (Embaixada)
- Bolívia
  - La Paz (Embaixada)
- Brasil
  - Brasília (Embaixada)
  - Rio de Janeiro (Consulado-Geral)
- Canadá
  - Ottawa (Embaixada)
  - Montreal (Consulado-Geral)
- Chile
  - Santiago (Embaixada)
- Colômbia
  - Bogotá (Embaixada)
- Cuba
  - Havana (Embaixada)
- Equador
  - Quito (Embaixada)
- El Salvador

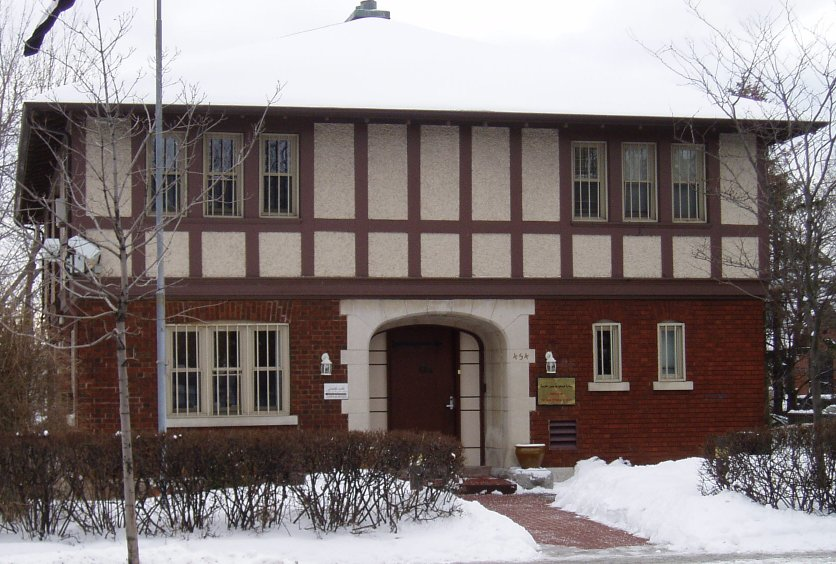
Embaixada do Egito em Ottawa, Canadá

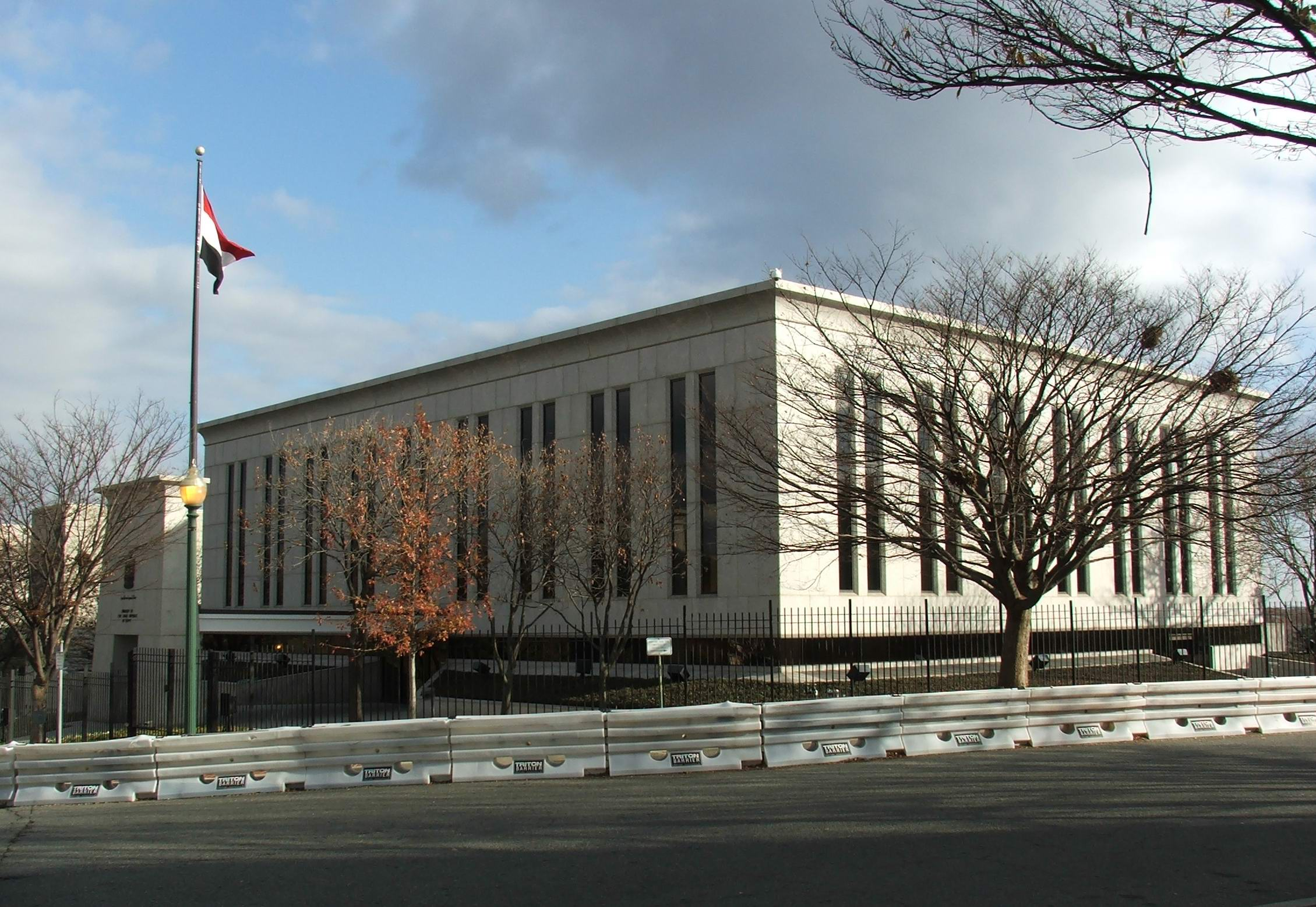
Embaixada de Egito en Washington DC, EUA

  - San Salvador (Seção de interesse)
- Estados Unidos
  - Washington DC (Embaixada)
  - Chicago (Consulado-General)
  - Nova Iorque (Consulado-Geral)
  - São Francisco (Consulado-Geral)
  - Houston (Consulado)
- Guatemala
  - Cidade da Guatemala (Embaixada)
- México
  - Cidade do México (Embaixada)
- Panamá
  - Cidade do Panamá (Embaixada)
- Peru
  - Lima (Embaixada)
- Uruguai
  - Montevidéu (Embaixada)
- Venezuela
  - Caracas (Embaixada)

## Oriente Médio
- Arábia Saudita
  - Riade (Embaixada)
  - Jedá (Consulado-Geral)
- Bahrein
  - Manama (Embaixada)
- Emirados Árabes Unidos
  - Abu Dabi (Embaixada)
  - Dubai (Consulado-Geral)
- Irão
  - Teerã (Seção de interesse)
- Iraque
  - Bagdá (Seção de interesse)
- Israel
  - Telavive (Embaixada)
  - Eilat (Consulado-Geral)
- Jordânia
  - Amã (Embaixada)
  - Acaba (Consulado-Geral)
- Kuwait
  - Cidade do Cuaite (Embaixada)
- Líbano
  - Beirute (Embaixada)
- Omã
  - Mascate (Embaixada)
- Catar
  - Doa (Embaixada)
- Síria
  - Damasco (Embaixada)
- Turquia
  - Ancara (Embaixada)
  - Istambul (Consulado-Geral)
- Iêmen
  - Saná (Embaixada)
  - Adém (Consulado)

## África
- África do Sul
  - Pretória (Embaixada)
- Angola
  - Luanda (Embaixada)
- Argélia
  - Argel (Embaixada)
- Benim
  - Cotonu (Embaixada)
- Burquina Fasso
  - Uagadugu (Embaixada)
- Burundi
  - Bujumbura (Embaixada)
- Camarões
  - Iaundé (Embaixada)
- Chade
  - N'Djamena (Embaixada)
- República do Congo
  - Brazzaville (Embaixada)
- Costa do Marfim
  - Abidjã (Embaixada)
- Djibuti
  - Djibuti (Embaixada)
- Eritreia
  - Asmara (Embaixada)
- Etiópia
  - Adis-Abeba (Embaixada)
- Gabão
  - Libreville (Embaixada)
- Gana
  - Acra (Embaixada)
- Guiné
  - Conacri (Embaixada)
- Quênia
  - Nairóbi (Embaixada)
- Libéria
  - Monróvia (Embaixada)
- Líbia
  - Trípoli (Embaixada)
  - Bengasi (Consulado-Geral)
- Madagáscar
  - Antananarivo (Embaixada)
- Malawi
  - Lilongué (Embaixada)
- Mali
  - Bamaco (Embaoxada)
- Marrocos
  - Rabate (Embaoxada)
- Ilhas Maurícias
  - Port Louis (Embaixada)
- Mauritânia
  - Nuaquexote (Embaixada)
- Moçambique
  - Maputo (Embaixada)
- Namíbia
  - Windhoek (Embaixada)
- Níger
  - Niamei (Embaixada)
- Nigéria
  - Abuja (Embaixada)
  - Lagos (Consulado-Geral)
- República Centro-Africana
  - Bangui (Embaixada)
- República Democrática do Congo
  - Quinxassa (Embaixada)
- Ruanda
  - Quigali (Embaixada)
- Senegal
  - Dacar (Embaixada)
- Serra Leoa
  - Freetown (Embaixada)
- Sudão
  - Cartum (Embaixada)
  - Porto Sudão (Consulado-Geral)
- Sudão do Sul
  - Juba (Embaixada)
- Tanzânia
  - Dar es Salaam (Embaixada)
  - Zanzibar (Consulado-Geral)
- Togo
  - Lomé (Embaixada)
- Tunísia
  - Tunes (Embaixada)
- Uganda
  - Campala (Embaixada)
- Zâmbia
  - Lusaca (Embaixada)
- Zimbabwe
  - Harare (Embaixada)

## Ásia
- Afeganistão
  - Cabul (Seção de interesse)
- Bangladesh
  - Daca (Embaixada)
- China
  - Pequim (Embaixada)
  - Honcongue (Consulado-Geral)
  - Xangai (Consulado-Geral)
- Coreia do Norte
  - Pionguiangue (Embaixada)
- Coreia do Sul
  - Seul (Embaixada)
- Filipinas
  - Manila (Embaixada)
- Índia
  - Nova Deli (Embaixada)
  - Bombaim (Consulado-Geral)
- Indonésia
  - Jacarta (Embaixada)
- Japão
  - Tóquio (Embaixada)
- Cazaquistão
  - Astana (Embaixada)
  - Almati (Consulado)
- Malásia
  - Kuala Lumpur (Embaixada)
- Myanmar
  - Rangum (Embaixada)
- Nepal
  - Catmandu (Embaixada)
- Paquistão
  - Islamabade (Embaixada)
- Singapura
  - Singapura (Embaixada)
- Sri Lanka
  - Colombo (Embaixada)
- Tailândia
  - Bancoque (Embaixada)
- Uzbequistão
  - Tasquente (Embaixada)
- Vietname
  - Hanói (Embaixada)

## Oceania

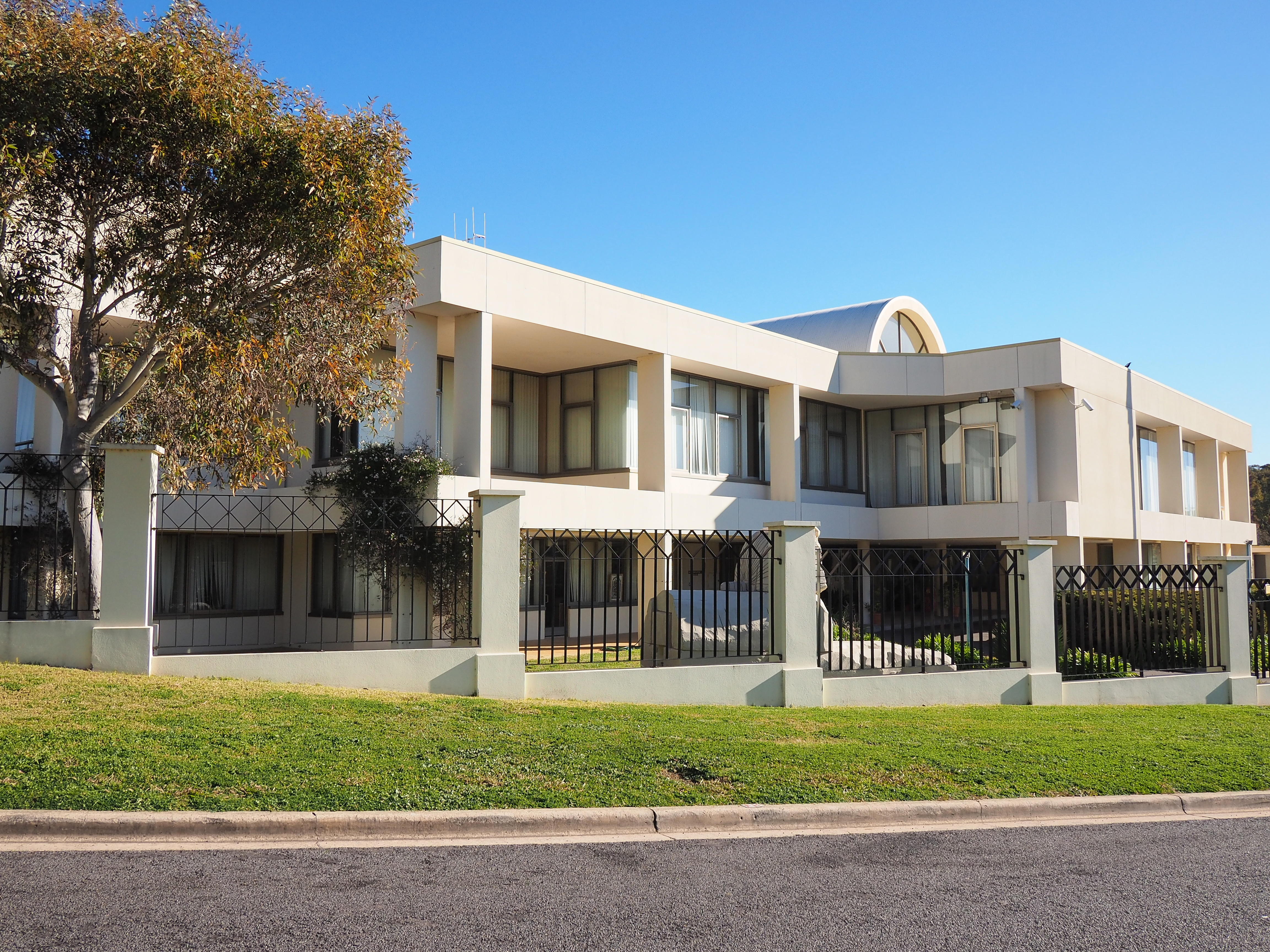
Embaixada de Egito em Camberra, Austrália

- Austrália
  - Camberra (Embaixada)
  - Melbourne (Consulado-Geral)
  - Sydney (Consulado-Geral)

## Organizações Multilaterais
- Adis-Abeba ((Missão permanente do Egito ante a União Africana)
- Bruxelas ((Missão permanente do Egito ante a União Europeia)
- Genebra (Missão permanente do Egito ante as Nações Unidas e outras organizações internacionais)
- Nairóbi (Missão permanente do Egito ante as Nações Unidas e outras organizações internacionais)
- Nova Iorque (Missão permanente do Egito ante as Nações Unidas)
- Paris (Missão permanente do Egito ante a Unesco)
- Roma (Missão permanente do Egito ante a Organização das Nações Unidas para a Alimentação e a Agricultura)
- Viena (Missão permanente do Egito ante as Nações Unidas)